# Ликейзанг (стадіон)
Ликейзанг (англ. Lekeythang Football Field) — бутанський футбольний стадіон, який знаходиться в місті Пунакха. Стадіон вміщує 1000 людей. Ликейзанг є домашнім стадіоном клубу Уг'єн Академі.